# Poecilimon

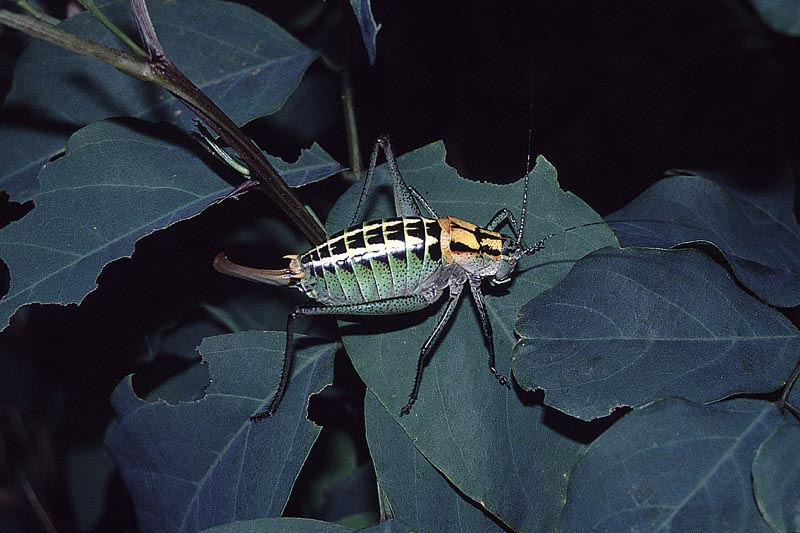
Poecilimon ornatus, Weibchen

Poecilimon ist eine Heuschrecken-Gattung aus der Unterfamilie der Sichelschrecken (Phaneropterinae).

## Merkmale
Bei Poecilimon-Arten reicht die Färbung von fast einfarbig grün bis bunt. Auch innerhalb einer Art können grüne bis lebhaft bunt gefärbte Exemplare vorkommen. Oftmals ist ein Hinteraugenstreif vorhanden. Dieser ist hell, dorsal dunkel gefärbt und kann bis über das Pronotum reichen. Das Fastigium ist breiter bis schmaler als der Scapus. Das Pronotum ist oft glänzend, glatt und oftmals dorsal abgerundet. Falls an den Seiten des Pronotums Kanten zu erkennen sind, sind diese breit abgerundet. Meist ist der Sulcus vor der Mitte. Er kann sich bei manchen Arten aber auch in oder hinter der Mitte befinden. Die Tiere sind micropter. Weibchen können auch squamipter, die Elytren können annähernd völlig reduziert sein. Cu 2 ist bei den Männchen verdeckt. Es gibt einige Arten, bei denen das Pronotum stark aufgebogen und am Hinterrand ausgeschnitten ist; bei diesen ist Cu 2 zu erkennen. Bei den Männchen sind die Cerci sehr verschieden ausgeprägt, dagegen sind sie bei den Weibchen immer mehr oder weniger kegelförmig. Der Ovipositor ist ventral stets gerade. An seiner Spitze ist er leicht nach oben gebogen und gezähnt. Die Antennen sind einfarbig oder geringelt und ungefähr dreimal so lang wie der Körper.

## Vorkommen
Das Verbreitungsgebiet der Gattung Poecilimon umfasst Südosteuropa bis zu den Südalpen, Süd-Ungarn, Rumänien, Bulgarien, den Süden des europäischen Teils der ehemaligen UdSSR, Kleinasien, Syrien, Palästina, den Kaukasus, Transkaspien, Persien und reicht in Zentralasien bis zum Altai.

## Systematik
Die Gattung umfasst folgende 134 Arten:
- Untergattung Poecilimon (Hamatopoecilimon) Heller, 2011
  - Artengruppe Poecilimon hamatus
    - Poecilimon deplanatus Brunner von Wattenwyl, 1891
    - Poecilimon hamatus Brunner von Wattenwyl, 1878
    - Poecilimon ikariensis Willemse, 1982
    - Poecilimon klausgerhardi Fontana, 2004
    - Poecilimon paros Heller & Reinhold, 1992
    - Poecilimon unispinosus Brunner von Wattenwyl, 1878
- Untergattung Poecilimon (Poecilimon) Fischer, 1853
  - Artengruppe Poecilimon ampliatus
    - Poecilimon amissus Brunner von Wattenwyl, 1878
    - Poecilimon ampliatus Brunner von Wattenwyl, 1878
    - Poecilimon ataturki Ünal, 1999
    - Poecilimon ebneri Ramme, 1933
    - Poecilimon glandifer Karabag, 1950
    - Poecilimon intermedius (Fieber, 1853)
    - Poecilimon marmaraensis Naskrecki, 1991

  - Artengruppe Poecilimon armeniacus
    - Poecilimon armeniacus (Uvarov, 1921)
    - Poecilimon eskishehirensis Ünal, 2003
    - Poecilimon excisus Karabag, 1950
    - Poecilimon ferwillemsei Ünal, 2010
    - Poecilimon harveyi Karabag, 1964
    - Poecilimon haydari Ramme, 1951
    - Poecilimon inopinatus Ünal, 2010
    - Poecilimon karabagi (Ramme, 1942)

  - Artengruppe Poecilimon bosphoricus
    - Poecilimon anatolicus Ramme, 1933
    - Poecilimon athos Tilmans, Willemse & Willemse, 1989
    - Poecilimon bidens Retowski, 1889
    - Poecilimon bischoffi Ramme, 1933
    - Poecilimon bosphoricus Brunner von Wattenwyl, 1878
    - Poecilimon cervus Karabag, 1950
    - Poecilimon demirsoyi Sevgili, 2001
    - Poecilimon diversus Ünal, 2010
    - Poecilimon djakonovi Miram, 1938
    - Poecilimon geoktschajcus Stshelkanovtzev, 1910
    - Poecilimon heinrichi (Ramme, 1951)
    - Poecilimon istanbul Ünal, 2010
    - Poecilimon kocaki Ünal, 1999
    - Poecilimon miramae Ramme, 1933
    - Poecilimon naskrecki Ünal, 2001
    - Poecilimon oligacanthus Miram, 1938
    - Poecilimon pliginskii Miram, 1929
    - Poecilimon roseoviridis Chobanov & Kaya, 2012
    - Poecilimon scythicus Stshelkanovtzev, 1911
    - Poecilimon similis Retowski, 1889
    - Poecilimon sureyanus Uvarov, 1930
    - Poecilimon tauricus Retowski, 1888
    - Poecilimon turciae (Ramme, 1951)
    - Poecilimon turcicus Karabag, 1950

  - Artengruppe Poecilimon brunneri
    - Poecilimon brunneri (Frivaldsky, 1867)
    - Poecilimon inflatus Brunner von Wattenwyl, 1891

  - Artengruppe Poecilimon celebi
    - Poecilimon celebi Karabag, 1953
    - Poecilimon iucundus Ünal, 2003

  - Artengruppe Poecilimon concinnus
    - Poecilimon cervoides Karabag, 1964
    - Poecilimon concinnus (Brunner von Wattenwyl, 1878)
    - Poecilimon hatti Ünal, 2004
    - Poecilimon longicercus Ünal, 2010
    - Poecilimon xenocercus Karabag, 1956

  - Artengruppe Poecilimon davisi
    - Poecilimon davisi Karabag, 1953

  - Artengruppe Poecilimon elegans
    - Poecilimon albolineatus Ingrisch & Pavicevic, 2010
    - Poecilimon elegans (Brunner von Wattenwyl, 1878)

  - Artengruppe Poecilimon heroicus
    - Poecilimon bifenestratus Miram, 1929
    - Poecilimon heroicus Stshelkanovtzev, 1911
    - Poecilimon tricuspis Miram, 1926
    - Poecilimon tschorochensis Adelung, 1907

  - Artengruppe Poecilimon luschani
    - Poecilimon birandi Karabag, 1950
    - Poecilimon ledereri Ramme, 1933
    - Poecilimon luschani Ramme, 1933

  - Artengruppe Poecilimon minutus
    - Poecilimon doga Ünal, 2004
    - Poecilimon karakushi Ünal, 2003
    - Poecilimon minutus Karabag, 1975
    - Poecilimon solus Ünal, 2010

  - Artengruppe Poecilimon ornatus
    - Poecilimon affinis (Frivaldsky, 1867)
    - Poecilimon artedentatus Heller, 1984
    - Poecilimon gracilioides Willemse & Heller, 1992
    - Poecilimon gracilis (Fieber, 1853)
    - Poecilimon hoelzeli Harz, 1966
    - Poecilimon jablanicensis Chobanov & Heller, 2010
    - Poecilimon nobilis (Brunner von Wattenwyl, 1878)
    - Poecilimon nonveilleri Ingrisch & Pavicevic, 2010
    - Poecilimon obesus (Brunner von Wattenwyl, 1878)
    - Poecilimon ornatus (Schmidt, 1850)
    - Poecilimon pindos Willemse, 1982
    - Poecilimon pseudornatus Ingrisch & Pavicevic, 2010
    - Poecilimon soulion Willemse, 1987

  - Artengruppe Poecilimon pergamicus
    - Poecilimon kutahiensis Werner, 1901
    - Poecilimon pergamicus Brunner von Wattenwyl, 1891

  - Artengruppe Poecilimon propinquus
    - Poecilimon aegaeus Werner, 1932
    - Poecilimon chopardi Ramme, 1933
    - Poecilimon gerlindae Lehmann, Willemse & Heller, 2006
    - Poecilimon mariannae Heller, 1988
    - Poecilimon propinquus Brunner von Wattenwyl, 1878
    - Poecilimon thessalicus Brunner von Wattenwyl, 1891
    - Poecilimon veluchianus Ramme, 1933
    - Poecilimon zimmeri Ramme, 1933

  - Artengruppe Poecilimon sanctipauli
    - Poecilimon lodosi Harz, 1975
    - Poecilimon mytilenensis Werner, 1932
    - Poecilimon pulcher Brunner von Wattenwyl, 1891
    - Poecilimon sanctipauli Brunner von Wattenwyl, 1878

  - Artengruppe Poecilimon syriacus
    - Poecilimon adentatus Ramme, 1933
    - Poecilimon angulatus Uvarov, 1939
    - Poecilimon ege Ünal, 2005
    - Poecilimon ersisi Salman, 1978
    - Poecilimon izmirensis Ramme, 1933
    - Poecilimon karabukensis Ünal, 2003
    - Poecilimon obtusicercus Heller, Sevgili & Reinhold, 2008
    - Poecilimon serratus Karabag, 1962
    - Poecilimon syriacus Brunner von Wattenwyl, 1891
    - Poecilimon toros Ünal, 2003

  - Artengruppe Poecilimon onatus
    - Poecilimon tauricola Ramme, 1951
    - Poecilimon variicercis Miram, 1938
    - Poecilimon zonatus Bolívar, 1899

keiner Artengruppe zugeordnet:
- - Poecilimon bilgeri Karabag, 1953
  - Poecilimon boldyrevi Miram, 1938
  - Poecilimon chostae Stshelkanovtzev, 1935
  - Poecilimon cretensis Werner, 1903
  - Poecilimon distinctus Stshelkanovtzev, 1910
  - Poecilimon erimanthos Willemse & Heller, 1992
  - Poecilimon flavescens (Herrich-Schäffer, 1838)
  - Poecilimon fussii Fieber, 1878
  - Poecilimon guichardi Karabag, 1964
  - Poecilimon hadjisarandou Werner, 1938
  - Poecilimon jonicus (Fieber, 1853)
  - Poecilimon laevissimus (Fischer, 1853)
  - Poecilimon lateralis (Fieber, 1853)
  - Poecilimon macedonicus Ramme, 1926
  - Poecilimon martinae Heller, 2004
  - Poecilimon neglectus Ramme, 1931
  - Poecilimon orbelicus Pancic, 1883
  - Poecilimon pechevi Andreeva, 1978
  - Poecilimon schmidtii (Fieber, 1853)
  - Poecilimon stshelkanovtzevi Tarbinsky, 1932
  - Poecilimon thoracicus (Fieber, 1853)
  - Poecilimon ukrainicus Bey-Bienko, 1951
  - Poecilimon varicornis (Haan, 1842)
  - Poecilimon vodnensis Karaman, 1958
  - Poecilimon werneri Ramme, 1933
  - Poecilimon zwicki Ramme, 1939

## Belege